# Anthurium nelsonii
Anthurium nelsonii är en kallaväxtart som beskrevs av Thomas Bernard Croat. Anthurium nelsonii ingår i släktet Anthurium och familjen kallaväxter. Inga underarter finns listade.